# Vexin

Wapen van de Vexin français

Vexin is een streek in het noordwesten van Frankrijk. De naam Vexin komt van de Gallische stam van de Veliocassen, in Gallia Belgica. De Seine is in het zuiden de grens van de Vexin.
De Franse koning verloor in 911 een deel van de Vexin aan de Vikingkrijgsheer Rollo, de stichter van het hertogdom Normandië. Sindsdien is er een Franse Vexin, de Vexin français, tegenwoordig de departementen Val-d'Oise en Yvelines in de regio Île-de-France, en een Normandische Vexin, de Vexin normand, tegenwoordig de departementen Eure en Seine-Maritime in de regio Normandië. De rivier de Epte is de grens tussen de Vexin français en de Vexin normand.
De meeste gemeenten in de Vexin français, vooral die in landelijk gebied, hebben zich in 1995 het parc naturel régional du Vexin français verenigd.
Vincent van Gogh en Monet hebben in de Vexin graanvelden geschilderd.

## Toponiemen
De naam is nog terug te vinden in de naam van enkele plaatsen gemeenten:
- Cormeilles-en-Vexin
- Magny-en-Vexin
- Mézières-en-Vexin
- Montagny-en-Vexin
- Orgeville-en-Vexin
- Vexin-sur-Epte